# Samukawa (Kanagawa)
Samukawa (jap. 寒川町, -machi) ist eine Gemeinde im Landkreis Kōza in der Präfektur Kanagawa in Japan.

## Sehenswürdigkeiten

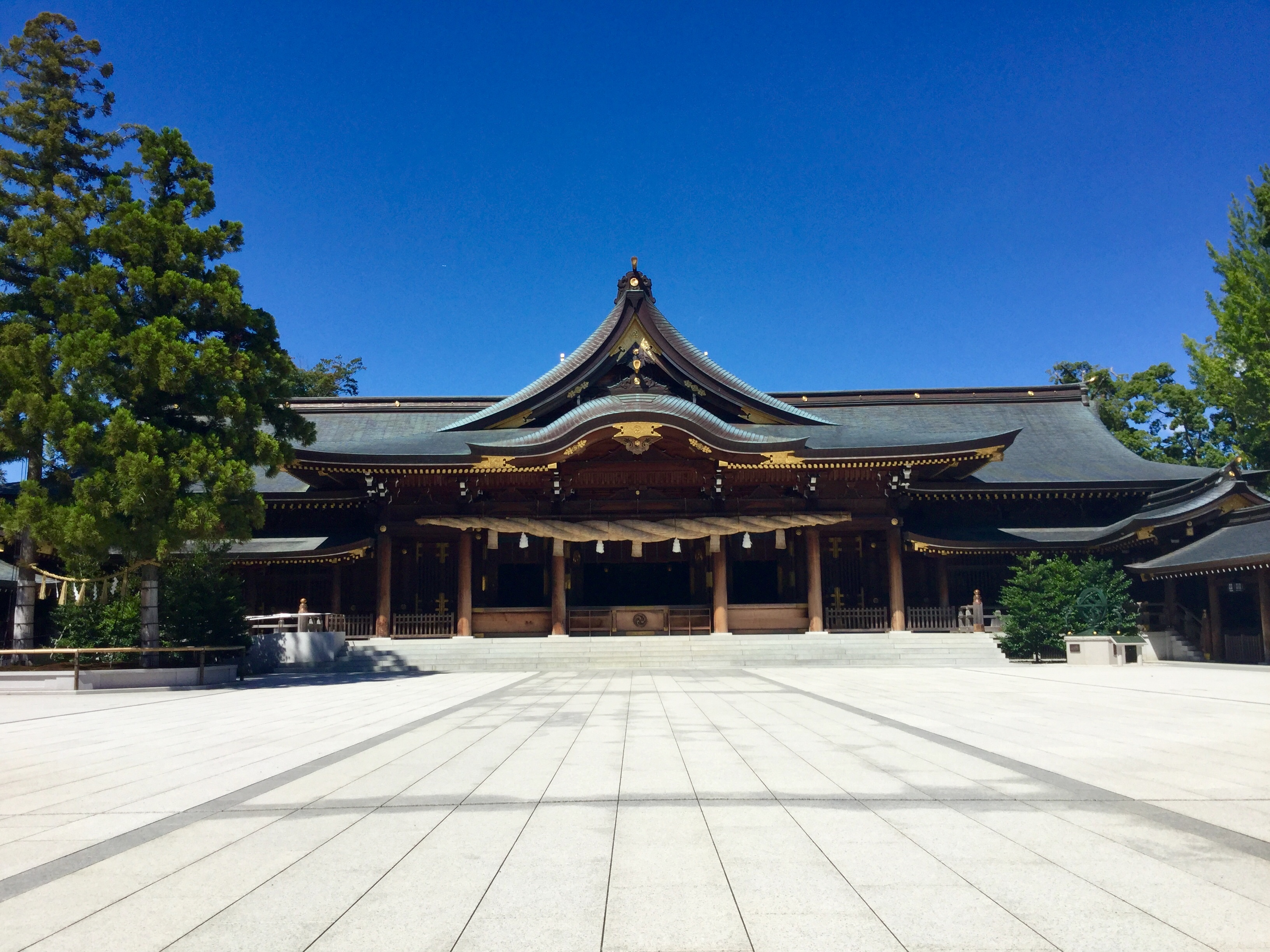
Samukawa-Schrein

- Samukawa-Schrein, der erste Schrein der Provinz Sagami.
- In Samukawa wird die alte Kunst des berittenen Bogenschießens Yabusame noch ausgeübt.

## Verkehr
- Straße:
  - Nationalstraßen 44, 45, 46, und 47
- Zug:
  - JR Sagami-Linie: Bahnhöfe Samukawa, Miyayama und Kurami

## Persönlichkeiten
- Sae Hatakeyama (* 1999), Radrennfahrerin